# Државни савјет (Грчка)
Државни савјет (грч. Συμβούλιο της Επικρατείας) је управни орган и врховни управни суд у Грчкој.
На челу Државног савјета налази се предсједник кога бира Министарски савјет из реда чланова Државног савјета на мандат од пет година. Државни савјет састоји се од: предсједника, 10 потпредсједника, 43 савјетника, 56 помоћних савјетника и 50 помоћних судија.
Државни савјет врши своје надлежности у саставу Пленарне сједнице или кроз шест судских вијећа (Α', Β', Γ', Δ', Ε' и ΣΤ'). Свако судско вијеће може имати двојаки састав: пет чланова или седам чланова. Надлежности Пленарне сједнице су утврђене законом, док се надлежности судских вијећа утврђују законом или предсједничким декретима (на предлог министра правде након саслушања Државног савјета). Након уставног амандмана из 2001, Пленарна сједница је једина надлежна да одлучује о уставности закона.